# Довбуш (хокейний клуб)
Хокейна команда «Довбуш», створена у Чернівцях 1929 року при однойменному національно-спортивному товаристві за ініціативи Василя Ширея, представляла на багатонаціональній крайовій спортивній арені українців. Першими гравцями команди були члени чернівецьких студентських спортивних клубів «Запороже» та «Чорноморе»: Степан Будний (воротар), Петро Фаранич, Маріян Пестик, Олесь Хортик, Отто Венке.

## Історія
«Довбуш» брав участь в розіграшах чемпіонату Буковини з хокею впродовж 30-х років XXI століття. Відомостей стосовно зайнятих командою призових місць в першості краю на разі немає.

## Відомі гравці
- Степан Будний (воротар)
- Антін Дучак
- Маріян Пестик
- Яромир Дмитрюк
- Юрій Лесько
- Роман Мігуля
- Сергій Бриндзан (капітан)
- Стефанюк
- Загородніков
- Шварц
- Пентелейчук
- Добровольський
- Алексюк
- Балуш
- Людвік
- Петро Фаранич
- Олесь Хортик
- Отто Венке

## Тренери
- Василь Шерей (граючий тренер)
- С. Ясеницький (директор)
- Франц Єнджейовський (керівник спортивного товариства)